# Bad Behaviour
Pour plus de détails, voir Fiche technique et Distribution.
Bad Behaviour est un film néo-zélandais écrit et réalisé par Alice Englert et sorti en 2023.
La première a lieu au festival de Sundance en janvier 2023.

## Synopsis
Lucy, ancienne enfant star, fait un pèlerinage chez son gourou Elon Bello pour trouver l'illumination. La retraite tranquille est nichée dans une magnifique station de montagne où le parking regorge de véhicules de marque Tesla. Avant que Lucy n'éteigne son téléphone, elle contacte sa fille Dylan, une cascadeuse qui s'entraîne pour une scène de combat dangereuse,.

## Fiche technique
Sauf indication contraire, les informations mentionnées dans cette section peuvent être confirmées par la base de données cinématographiques IMDb,  présente dans la section « Liens externes ».
- Titre original : Bad Behaviour
- Réalisation et scénario : Alice Englert
- Photographie : Matt Henley
- Décors : Sadie Wilson
- Montage : Simon Price
- Musique : Alice Englert et Cameron McArthur
- Production : Desray Armstrong et  Molly Hallam

Producteur délégué : Stephen Braun
- Sociétés de production : Protagonist Pictures ; avec la participation de Bee-Hive Productions, Fulcrum Media Finance, New Zealand Film Commission et New Zealand Screen Production Grant
- Distribution : n/a
- Pays de production :  Nouvelle-Zélande
- Langue originale : anglais
- Genre : comédie dramatique, comédie noire
- Durée : 109 minutes
- Dates de sortie :
  - États-Unis : 21 janvier 2023 (festival de Sundance)
  - 14 juin 2024 (en salles)

## Distribution

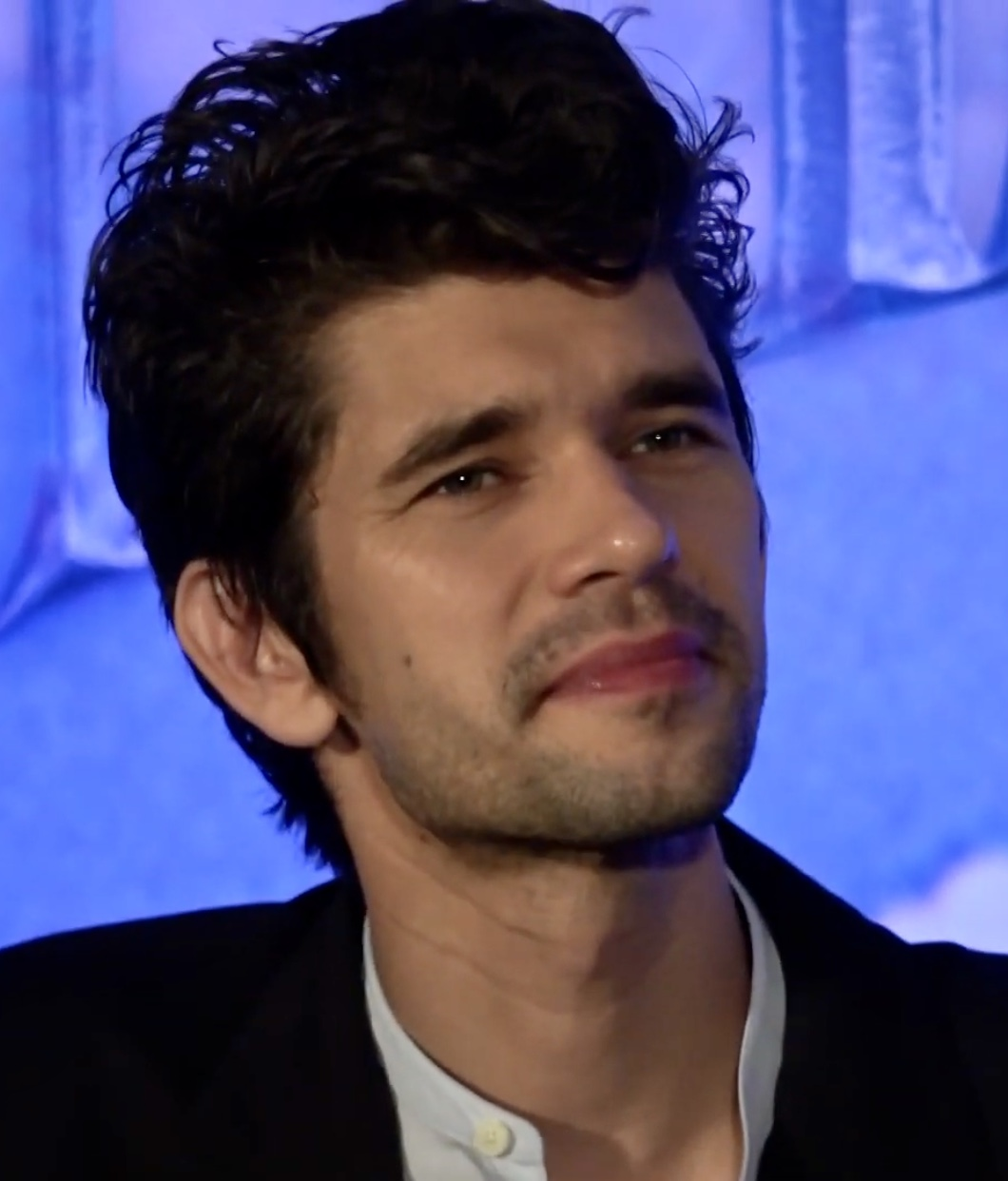
Ben Whishaw joue Elon Bello.

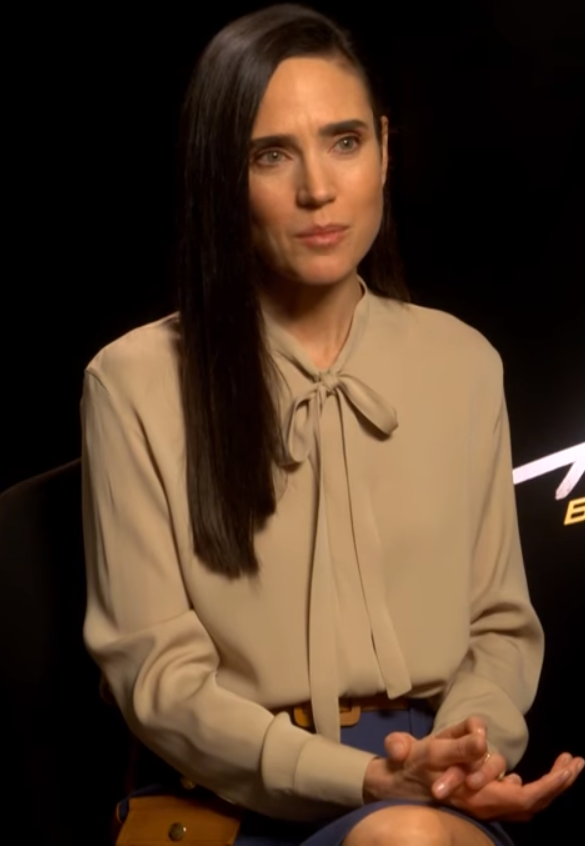
Jennifer Connelly joue Lucy.

- Jennifer Connelly : Lucy
- Ben Whishaw : Elon
- Alice Englert : Dylan
- Dasha Nekrasova :
- Beulah Koale : Dion
- Ana Scotney :
- Robbie Magasiva :
- Karan Gill :
- Lara Macgregor : Deborah
- Marlon Williams :

## Production
Le film est réalisé par l'actrice australienne Alice Englert, qui a également écrit le scénario. Il s'agit de son premier rôle dans la réalisation d'un long métrage, après The Boyfriend Game en 2015 et Family Happiness en 2017. Englert, fille de la réalisatrice Jane Campion, est surtout connue comme actrice à la télévision et au cinéma, apparaissant plus récemment dans les séries Top of the Lake et Rachted et les films The Power of the Dog et You Won't Be Alone.
L'actrice américaine Jennifer Connelly joue Lucy. L'acteur britannique Ben Whishaw joue le rôle de son gourou Elon Bello. La réalisatrice Englert elle-même joue la fille de Lucy, Dylan. Des rôles supplémentaires sont choisis, notamment Ana Scotney, Dasha Nekrasova et le musicien Marlon Williams.
Englert a collaboré avec Cameron Tuliloa McArthur et Mark Bradshaw (en) sur la musique du film.

## Sortie et accueil
Le film est présenté au festival du film de Sundance 2023 en janvier 2023.

## Distinctions
- Festival du film de Sundance 2023 : en compétition dans la catégorie World Cinema Dramatic Competition